# Zwei Matrosen auf der Alm
Zwei Matrosen auf der Alm (Alternativtitel Zwei Preuß’n auf der Alm) ist ein deutsches Filmlustspiel aus dem Jahre 1958 von Peter Hamel mit Anita Gutwell und Helmuth Schneider in den Hauptrollen. Die beiden Titelhelden werden von Gert Wiedenhofen und Ernst Reinhold verkörpert.

## Handlung
Die Geschichte beginnt an der Waterkant in Hamburg. Dort arbeiten die beiden Matrosen Hein und Fietje auf einem stolzen Dreimaster. Fietje hält Briefkorrespondenz mit vielen jungen Frauen rund um die Welt. Eine von ihnen ist die Bayerin Resl, die Fietje jetzt, wo er Urlaub hat und auf Landgang geht, unbedingt in ihrem Heimatort Egenhofen besuchen will. Damit er nicht allzu großen Unfug anstellt, entscheidet sich Freund Hein, seinen Seemannskumpel Fietje dorthin zu begleiten. Ebenfalls dabei: Ein Affe, das Schiffsmaskottchen. Auf dem Weg dorthin wollen sie eine weitere Briefbekanntschaft Fietjes besuchen, die wohlhabende Witwe Schmitz in Köln. Als er die im fortgeschrittenen Alter befindliche Dame sieht, möchte Fietje gleich Reißaus nehmen, während Hein die Situation ein wenig amüsiert. Bei Nacht und Nebel türmen die beiden … und laufen direkt zwei Kölner Streifenpolizisten in die Arme. Nach kurzer Kontrolle fahren die zwei Hamburger Jungs nach Egenhofen weiter. Ihnen angeschlossen hat sich ohne deren Wissen Frau Schmitzens Hund Wotan, um den sich nun fortan der Affe kümmert.
Derweil hat in Bayern die Rosl mit ihrem Vater, dem Sterntalerwirt Alois, eine Auseinandersetzung bezüglich ihres Bräutigams in spe, dem Grenzpolizisten Toni Leitner. Er mag Rosls Herzbuben nicht, und noch mehr missfällt ihm, dass dieser als Grenzkontrolleur arbeitet. Denn der alte Brummbär betreibt, ohne dass davon jemand wissen soll, einen schwunghaften Schwarzhandel mit Alkohol aller Arten. Vor Egenhofen passieren Hein und Fietje Toni, fragen ihn nach Resl und zeigen ihm das Foto, das Fietje geschickt wurde. Hier aber ist auch Tonis Rosl zu sehen, eine Namensverwechslung. Nun glaubt der Leitner-Toni, dass ihm seine Rosl fremdgeht. Im Gasthof ihres Vaters kann Rosl jedoch sofort den Irrtum aufklären. Rosl wiederum klärt Resl auf, dass ihr Brieffreund aus Hamburg angekommen sei. Die ist davon gar nicht begeistert, denn eigentlich hat sie nur deshalb den Kontakt mit Fietje gesucht, um ihren Schwarm Stephan, einen pedantischen Postbeamten, eifersüchtig zu machen. Fietje jedenfalls glaubt sich schon auf sicherem Erfolgskurs bei „seiner“ Resl. Als er bei Resl „fensterlt“, lernt er sogleich die Faust von Resls Galan Stephan kennen. Auch Hein bekommt Ärger, als ihn der eifersüchtige Zöllner Toni gemeinsam mit „seiner“ Rosl auf der Alm wandern sieht, und beide Männer geraten beinah aneinander.
Inzwischen hat sich Witwe Schmitz nach Egenhofen aufgemacht, um ihren angeblich entführten Hund Wotan zurückzuholen. Währenddessen haben es sich Fietje und Hein auf der Joch-Alm des Bauern Veit gemütlich gemacht. Dort beichtet ihnen dessen Frau Josefa, wie sehr es sie bekümmert, dass ihr Mann in den Alkoholschmuggel des Sterntalerwirts involviert ist. Um Josefa einen Gefallen zu tun, schütten die beiden Nordlichter kurzerhand den geschmuggelten Alkohol um und füllen die Behälter mit klarem Quellwasser. Wenig später schleppen der Sterntalerwirt und sein Kumpel Veit die riesigen Behälter mit dem Wasser in die Wirtsstube, im Glauben, den Kräuterschnaps getragen zu haben. Toni ist den Schmugglern bereits auf der Spur. Er steigt in einen Korb, der eigentlich die riesigen Schnapsflaschen beherbergen soll, und wird vom ächzenden Sterntalerwirt in seinen Gasthof hinabgeschleppt. In den Flaschen ist jedoch nur das von den beiden Matrosen ausgetauschte Wasser, und Toni kann den Wirt nicht verhaften. Allmählich dämmert es allen, dass die beiden Seeleute hinter dem Austausch stecken müssen. Die Resl findet zu ihrem Stephan, und die Rosl zu ihrem Toni. Auch Wotan kehrt in Frauchens Arme zurück. Am Ende ist ganz Egenhofen auf den Beinen, um die zwei Matrosen wieder zu verabschieden.

## Produktionsnotizen
Zwei Matrosen auf der Alm entstand im bayerischen Alpenvorland und wurde am 3. Januar 1958 in Nürnberg uraufgeführt.
Erich Holder, dessen letzter Film dies war, übernahm die Produktionsleitung, Rudolf Remp gestaltete die Filmbauten.
Es singt „Das Fitzett“; zwei Lieder wurden von Walter Fitz komponiert.

## Kritiken
Im Lexikon des Internationalen Films heißt es: „Eine bescheidene Filmidee, die als Aufhänger für eine Aneinanderreihung geschmacklosen Klamauks dient.“
Im Online-Auftritt von Cinema ist zu lesen: “Zotiges Jux-Kabinett von Moin, Moin bis Grüß Gott.”